# Caloctenus aculeatus
Caloctenus aculeatus är en spindelart som beskrevs av Eugen von Keyserling 1877. Caloctenus aculeatus ingår i släktet Caloctenus och familjen Ctenidae.
Artens utbredningsområde är Colombia. Inga underarter finns listade.